# 右安門

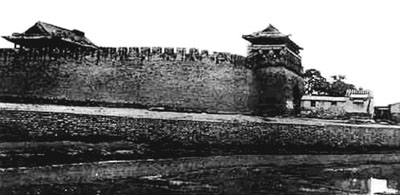
1920年代初的右安门箭楼、瓮城和城楼

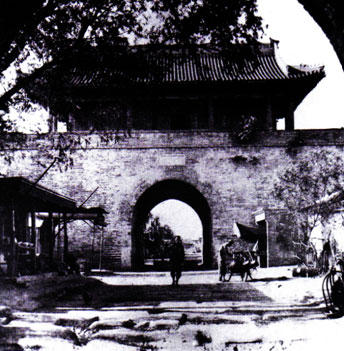
右安門

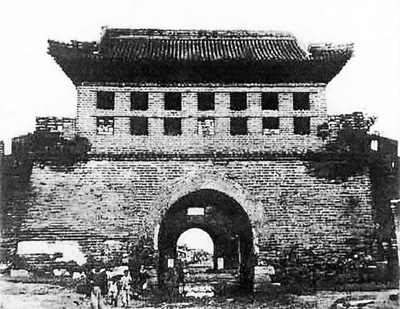
右安门箭楼

右安門，俗稱豐宜門（因金中都豐宜門在其附近）或南西門。位於北京外城南垣西端，是北京外城七門之一。其城樓、瓮城、箭樓的規制與尺寸同左安門相同。1956年將瓮城、箭樓拆除，1958年將城樓拆除。